# Nasenhaarschneider

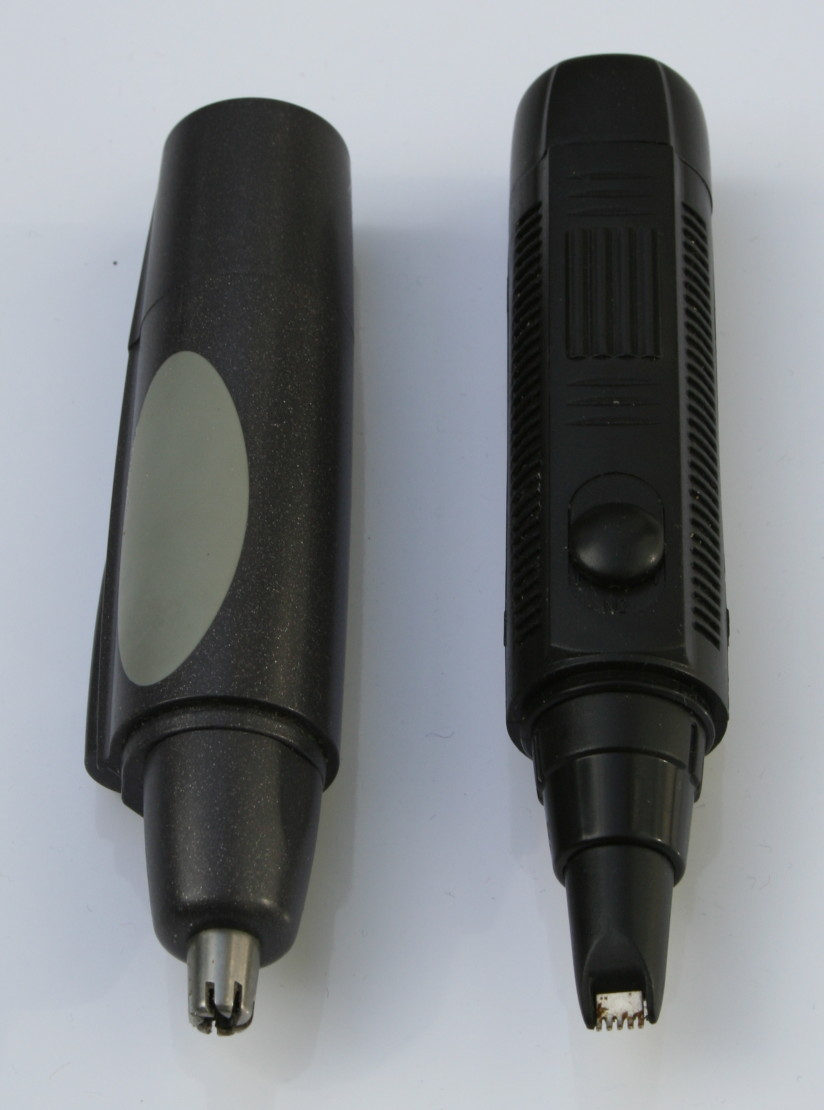
Zwei elektrische Nasenhaarschneider unterschiedlicher Bauart

Ein Nasenhaarschneider, auch Nasenhaartrimmer oder Nasenhaarrasierer, ist ein handliches mechanisches oder elektromechanisches Gerät, mit dem man störende Nasenhaare und auch Haare im Bereich des Ohres oder der Augenbrauen entfernen kann. Auch das Trimmen von Bärten ist möglich, wobei hierzu zudem spezielle Bartschneider oder -trimmer an Rasierapparaten oder als selbständige Geräte existieren.

## Bauformen
Es gibt mechanische Modelle, bei denen durch Drehung eines Teiles oder durch Drücken eines gefederten Griffes ein Messer in Rotation oder Schwingung versetzt wird. Zum Schutz der Nase befindet sich das Messer in einem Käfig mit regelmäßigen Öffnungen.
Bei den elektromechanischen Modellen treibt ein kleiner Motor, der von Batterien oder Akkus gespeist wird, das rotierende Messer an. Es gibt Ausführungen, in denen sich der Rotor in einem Käfig mit Öffnungen befindet. Die andere Bauweise, bei der sich ein Scherkamm hin- und herbewegt, kann bei unvorsichtiger Handhabung zu Verletzungen führen.

## Geschichte

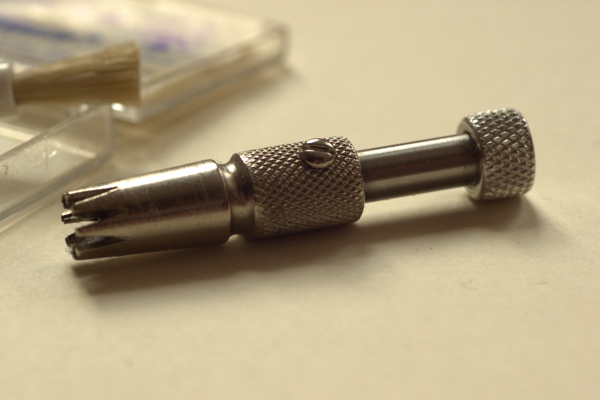
Manueller Nasenhaarschneider DOVO Klipette

Der erste Nasenhaarschneider, die Klipette, entstand um 1935 im US-amerikanischen Bundesstaat New Jersey durch einen Erfinder namens Clark. Der kommerzielle Durchbruch blieb dem Produkt jedoch vorerst verwehrt, sodass Clark sein Unternehmen verkaufen musste. Der Käufer war ein Kunde der Masseurin Elsa Bauml, einer Nichte des US-Finanzministers Henry Morgenthau. Sie war mit ihrem jüdischen Mann 1938 aus Deutschland geflohen, dessen Familie einen Buchladen besaß, in dem bereits Richard Wagner Kunde gewesen war. Der Kunde bot den Baumls das Unternehmen zum Kauf von 1200 US-Dollar an, die diese in 12 Monatsraten beglichen.
Die Baumls vermarkteten die Klipette über Annoncen in Zeitschriften wie National Geographic und Parade, die davor warnten, dass das Ausreißen von Nasenhaaren eine tödliche Infektion auslösen könne. Zudem verkauften sie das Produkt im Großhandel an diverse Frisörausstatter.
Es dauerte relativ lange, bis es Mitbewerber gab. Einer davon, PHR Systems entwickelte im Jahr 1989 mit dem Groom Mate einen relativ exakte Kopie des Originals. Rechtlich möglich war dies dadurch geworden, dass das Patent zur Klipette inzwischen ausgelaufen war. In Deutschland wurde der Schutz der Wortmarke „Klipette“ aus dem Jahr 1970 am 24. Februar 1990 um zehn Jahre verlängert. Mit dem Ende des New Yorker Unternehmens Hollis Co. Anfang 2001 kam auch das Ende der Wortmarke Klipette.
In Deutschland wird mittlerweile ein Produkt namens Klipette von DOVO Solingen vertrieben, Konkurrenzprodukte stammen beispielsweise von Zwilling J. A. Henckels. Die batteriebetriebene Version wird heutzutage auch von großen Elektronikkonzernen hergestellt, wie. z. B. Panasonic, Philips oder Remington.

## Rezeption
Seitdem der deutsche Komiker Wigald Boning 1991 auf seinem ersten Flug in die USA an Bord eines Delta-Air-Flugzeuges einen Nosehair-Trimmer gesehen hatte, den man im Duty-Free-Shop kaufen konnte, sammelt er Nasenhaarschneider in Originalverpackung.